# Evidenti tracce di sangue
Evidenti tracce di sangue (Evidence of Blood) è un film televisivo del 1998 diretto dal regista Andrew Mondshein.

## Trama
Lo scrittore Jackson Kinley torna nella città natale dopo la morte del vecchio amico sceriffo. L'ex donna del defunto lo spinge ad indagare su un delitto a sfondo sessuale avvenuto quarant'anni prima, per il quale era stato condannato a morte il padre di lei.